# Ospitale di Cadore
Ospitale di Cadore (velenceiül Ospedal) település Olaszországban, Veneto régióban, Belluno megyében. Lakosainak száma 261 fő (2023. január 1.). Ospitale di Cadore Longarone, Cibiana di Cadore, Erto e Casso, Perarolo di Cadore, Valle di Cadore és Val di Zoldo községekkel határos.

## Népesség
A település lakossága az elmúlt években az alábbi módon változott:
| Lakosok száma | 286  | 281  | 261  |
|               | 2017 | 2018 | 2023 |